# Sommer-Paralympics 2008/Teilnehmer (Russland)
| stlisierte Goldmedaille | stlisierte Silbermedaille | stlisierte Bronzemedaille |
| ----------------------- | ------------------------- | ------------------------- |
| 18                      | 23                        | 22                        |

Russland nahm mit 149 Sportlern, eines der größeren Kontingente, an den Sommer-Paralympics 2008 im chinesischen Peking teil.
Fahnenträger bei der Eröffnungsfeier war der Leichtathlet Alexei Aschapatow. Erfolgreichster Teilnehmer der Mannschaft war der Schwimmer Dmitri Wassiljewitsch Kokarew mit drei Gold- und einer Silbermedaille.
Russland errang in der Summe 18 Goldmedaillen und rangiert damit auf dem achten Platz in der Nationenwertung. Nimmt man die Gesamtanzahl aller gewonnenen Medaillen (63) liegt das Team auf dem sechsten Platz.

## Medaillen

### Medaillenspiegel
| Medaillenspiegel Russland |                            |                              |                           |                           |        |
| Platz                     | Sportart                   | Goldmedaille – Olympiasieger | Silbermedaille – 2. Platz | Bronzemedaille – 3. Platz | Gesamt |
| 1                         | Schwimmen                  | 11                           | 9                         | 7                         | 27     |
| 2                         | Leichtathletik             | 3                            | 7                         | 6                         | 16     |
| 3                         | Schießen                   | 2                            | 1                         | 3                         | 6      |
| 4                         | Tischtennis                | 1                            | 1                         | -                         | 2      |
| 5                         | Judo                       | 1                            | -                         | 5                         | 6      |
| 6                         | Powerlifting (Bankdrücken) | -                            | 4                         | -                         | 4      |
| 7                         | Fußball                    | -                            | 1                         | -                         | 1      |
| 8                         | Sitzvolleyball             | -                            | -                         | 1                         | 1      |
| Total                     | Total                      | 18                           | 23                        | 22                        | 63     |

## Teilnehmer nach Sportarten

### Bogenschießen
Männer
- Timur Tuchinow

### Fußball (7er Teams)
Männer
| Männer (Silber ) |
| --- |
| - Pawel Borisow - Alexei Chesmin - Mamuka Dzimistarischwili - Stanislaw Kolychalow - Andrei Kuwajew - Alexander Lekow - Andrei Lozhechnikow - Lascha Murwanadze - Georgi Nadzharjan - Iwan Potechin - Oleg Smirnow - Aleksei Tumakow |

### Judo
Frauen
- Ekaterina Busmakowa
- Irina Kaljanowa, 1×  (Klasse über 70 kg)
- Madina Kasakowa, 1×  (Klasse bis 63 kg)
- Wiktoria Potapowa, 1×  (Klasse bis 48 kg)
- Tatjana Sawostjanowa, 1×  (Klasse bis 70 kg)
- Alesja Stepanjuk, 1×  (Klasse bis 52 kg)

Männer
- Oleg Kretsul, 1×  (Klasse bis 90 kg)
- Schakbhan Kurbanow
- Alexander Parassjuk
- Said Schachmanow
- Anatoly Wlasow

### Leichtathletik
Frauen
- Rima Batalowa
- Elena Burdykina
- Elena Chistilina, 1×  (100 Meter, Klasse T46)
- Elena Frolowa
- Natalia Gudkowa
- Margarita Koptilowa, 2×  (100 Meter, 200 Meter; Klasse T38)
- Julia Linewitsch
- Alexandra Moguchaja
- Elena Pautowa, 2×  (800 Meter, Klasse T12/13; 1500 Meter, Klasse T13)
- Nikol Rodomakina
- Aygyul Sakhibzadajewa
- Olga Semjonowa
- Swetlana Sergejewa
- Olga Sergienko
- Aleksandra Surkowa
- Ewgenia Truschnikowa

Männer
- Wladimir Andrjuschtschenko, 1×  (Kugelstoßen, Klasse F11/12)
- Artem Arefjew, 1×  (800 Meter, Klasse T36), 1×  (400 Meter, Klasse T36)
- Alexei Aschapatow, 2×  (Diskuswurf, Kugelstoßen; Klasse F57/58)
- Wlasdislaw Barinow
- Denis Galimow
- Jewgeni Gudkow, 1×  (Speerwurf, Klasse F42/44)
- Alexei Iwanow
- Jewgeni Kegelew
- Pawel Charagesow, 1×  (800 Meter, Klasse T36)
- Andrei Cholostjakow
- Maxim Kirillow
- Andrei Koptew
- Alexei Kusnezow
- Alexei Labzin, 2×  (100 Meter, 200 Meter; Klasse T13)
- Alexei Leznych
- Maxim Naroschnyi, 1×  (Kugelstoßen, Klasse F42)
- Alexei Naumow
- Juri Nosulenko
- Ildar Pomykalow, 1×  (Marathon, Klasse T12)
- Michail Sewostjanow
- Sergei Sewostjanow
- Igor Schafikow
- Sergei Schilow
- Artem Tayganow
- Fedor Trikolich
- Alexander Jalchik
- Alexander Swerew

### Powerlifting (Bankdrücken)
Frauen
- Irina Kasanzewa, 1×  (Klasse bis 56 kg)
- Olga Kiseljowa
- Olesja Lafina, 1×  (Klasse bis 48 kg)
- Tamara Podpalnaja, 1×  (Klasse bis 52 kg)

Männer
- Ildar Bedderdinow
- Nikolai Marfin
- Wadim Rakitin
- Sergei Sychew
- Ayrat Sakiew, 1×  (Klasse bis 60 kg)

### Reiten
Frauen
- Marija Sagorskaja

### Rollstuhlfechten
Frauen
- Ljudmila Wasiljewa

Männer
- Iwan Andrejew
- Sergei Frolow
- Wladimir Poleschtschuk
- Marat Jusupow

### Rollstuhltennis
Männer
- Leonid Schewtschik

### Rudern
Frauen
- Elena Akimowa
- Walentina Pschenichnaja

Männer
- Waleri Bisarnow
- Nikolai Bogomolow
- Anatolyn Krupin

### Schießen
Frauen
- Natalia Dalekowa, 1×  (10 Meter Luftpistole, Klasse SH1)
- Anastasia Pantelejewa

Männer
- Andrej Lebedinskij, 1×  (25 Meter Sportpistole, Klasse SH1)
- Sergei Malyschew, 1×  (10 Meter Luftpistole, Klasse SH1)
- Sergej Notschewnoi
- Waleri Ponomarenko, 1×  (10 Meter Luftpistole, Klasse SH1), 2×  (25 Meter Sportpistole, Klasse SH1; 50 Meter Freie Pistole, Klasse SH1)

### Schwimmen
Frauen
- Anastasia Diodorowa, 1×  (50 Meter Schmetterling, Klasse S6)
- Anna Efimenko, 3×  (50 Meter, 100 Meter, 400 Meter Freistil, Klasse S13), 1×  (100 Meter Rücken, Klasse S13)
- Irina Graschdanowa, 1×  (50 Meter Freistil, Klasse S9)
- Oxana Gusewa
- Julia Nikitina
- Oxana Sawtschenko, 3×  (50 Meter, 100 Meter Freistil, Klasse S12; 200 Meter Lagen, Klasse SM12)
- Olga Sokolowa
- Anna Wengerowskaja
- Olesja Wladykina, 1×  (100 Meter Brust, Klasse SB8)

Männer
- Albert Bakajew
- Michail Bokarin
- Alexander Chekurow, 1×  (50 Meter Freistil, Klasse S11)
- Denis Dorogajew, 1×  (100 Meter Brust, Klasse SB9)
- Igor Erochin
- Alexej Fomenkow, 1×  (100 Meter Brust, Klasse SB6)
- Iwan Chmelnizkij
- Dmitri Kokarew, 3×  (50 Meter Rücken, 100 + 200 Meter Freistil, Klasse S2), 1×  (50 Meter Freistil, Klasse S2)
- Konstantin Lisenkow, 1×  (100 Meter Rücken, Klasse S8), 1×  (100 Meter Freistil, Klasse S8), 1×  (50 Meter Freistil, Klasse S8)
- Alexander Newolin-Swetow, 1×  (100 Meter Rücken, Klasse S12), 2×  (50 Meter Freistil, Klasse S12; 200 Meter Lagen, Klasse SM12), 1×  (100 Meter Freistil, Klasse S12)
- Rustam Nurmuchametow
- Alexander Pikalow
- Igor Plotnikow, 1×  (100 Meter Rücken, Klasse S6)
- Dmitri Polin
- Ruslan Sadwakasow
- Eduard Samarin
- Alexander Schtschelochkow
- Nikita Schewtschenko
- Michail Sidnin
- Kirill Sokolow
- Andrei Strokin, 2×  (50 Meter Freistil, 100 Meter Schmetterling; Klasse S13)
- Konstantin Tychkow
- Artem Sacharow
- Jewgeni Simin
- Michail Simin

### Sitzvolleyball
| Männer (Bronze ) |
| --- |
| - Alexander Baychik - Tanatkan Bukin - Dmitri Gordijenko - Jewgeni Kusownikow - Andrei Lawrinowitsch - Wiktor Milenin - Sergej Posdejew - Alexander Sawitschew - Maksim Timchenko - Sergei Uporow - Alexei Wolkow - Sergej Jakunin |

### Tischtennis
Frauen
- Inna Karmajewa
- Olga Komlewa
- Natalija Martjaschewa, 1×  (Einzel, Klasse 6/7)
- Julia Owsjannikowa, 1×  (Einzel, Klasse 6/7)
- Nadeschda Puschpaschewa

Männer
- Wadim Busin
- Alexander Esaulow
- Pawel Lukjanow
- Sergej Poddubnyi